# Automachaeris epichlora
Automachaeris epichlora är en fjärilsart som beskrevs av Edward Meyrick 1907. Automachaeris epichlora ingår i släktet Automachaeris och familjen Plutellidae. Inga underarter finns listade i Catalogue of Life.